# Berkin Elvan
Berkin Elvan, né le 5 janvier 1999 et mort le 11 mars 2014 à Istanbul (Turquie), est un adolescent turc de 15 ans devenu un symbole de la violence policière dans son pays après avoir été grièvement blessé à la tête par une grenade de gaz lacrymogène lancée par un policier pendant les manifestations de 2013. Il meurt après 269 jours de coma et ses funérailles attirent des dizaines de milliers de personnes.

## Biographie et funérailles
Le 16 juin 2013, les manifestations antigouvernementales qui ont commencé en mai sont au plus fort dans le parc Gezi et dans divers autres lieux d'Istanbul. Dans le quartier Okmeydanı (en), le jeune Berkin Elvan sort acheter du pain (selon sa famille). C'est sur le chemin qu'il est touché à la tête par une grenade lacrymogène lancée par un policier. Le choc provoque un traumatisme crânien et il sombre ensuite dans le coma.
Le sort de Berkin devient un symbole pour les opposants de gauche au Premier ministre Recep Tayyip Erdoğan. Ils se relaient devant l'hôpital dans lequel il est hospitalisé pendant des mois bien que ces rassemblements sont régulièrement dispersés par la police. En 2014, alors que la santé de Berkin se détériore, le président Abdullah Gül téléphone le 10 mars à sa famille pour leur manifester son soutien. À la mort du garçon le lendemain, il les rappelle pour leur présenter ses condoléances. Des affrontements ont lieu entre forces de l'ordre et manifestants devant l'hôpital et de nombreuses personnes expriment leur colère sur les réseaux sociaux. À Istanbul, au moins cinq personnes sont blessées par la police qui boucle la place Taksim pour empêcher les manifestants de s'y rendre. Des échauffourées entre protestataires et forces de l'ordre se multiplient dans la soirée à travers le pays, faisant une vingtaine de blessés dont deux graves. Un millier de personnes se rassemble devant le cemevi, lieu de culte alévi, dans lequel le corps de Berkin a été déposé pour se recueillir et répéter des slogans anti-Erdoğan.
Le chef du Parti républicain du peuple (CHP), Kemal Kılıçdaroğlu, dénonce un « drame inacceptable » et le Parti démocratique des peuples (HDP) suspend sa campagne électorale. Des salles de spectacle annulent des concerts et l'opposition appelle à de nouvelles manifestations pour les obsèques du jeune homme.
Le 12 mars, les funérailles de Berkin dans son quartier d'Okmeydanı attirent des dizaines de milliers de personnes qui suivent son cercueil drapé de rouge et orné de sa photo. Dans une atmosphère électrique, des slogans sont lancés : « la police de l'AKP a assassiné Berkin », « Berkin est notre honneur », « la colère des mères étouffera les tueurs » ou encore des appels à la démission d'Erdoğan. Le garçon, de confession alévie, est inhumé dans un cimetière du quartier. Au même moment, à Ankara, des milliers de personnes se rassemblent sur la place Kızılay (en) pour réclamer justice et des commerces ferment à travers le pays en signe de deuil.

## Suites
Quelques jours plus tard, dans un discours télévisé, Recep Tayyip Erdoğan accuse Berkin Elvan d'avoir eu des liens avec des organisations terroristes et affirme que, loin d'être sorti pour acheter du pain, il avait un lance-pierre à la main au moment des faits.
Le 1er janvier 2015, le Parti-Front révolutionnaire de libération du peuple (DHKP-C), organisation d'extrême gauche, revendique un attentat manqué, destiné à venger la mort de Berkin, contre des policiers en faction devant le palais de Dolmabahçe. Le 31 mars, le procureur chargé de l'enquête, Mehmet Selim Kiraz, est pris en otage dans son tribunal par deux membres du DHKP-C qui exigent la reconnaissance du meurtre par la police. Malgré l'intervention de Sami Elvan, père de Berkin, qui leur demande de relâcher le magistrat, l'assaut finit par être donné et Kiraz est tué avec ses deux preneurs d'otages au cours de la fusillade qui s'ensuit.